# Sympetrum depressiusculum
Sympetrum depressiusculum är en trollsländeart som först beskrevs av Selys 1841.  Sympetrum depressiusculum ingår i släktet ängstrollsländor, och familjen segeltrollsländor. Inga underarter finns listade i Catalogue of Life.

## Bildgalleri

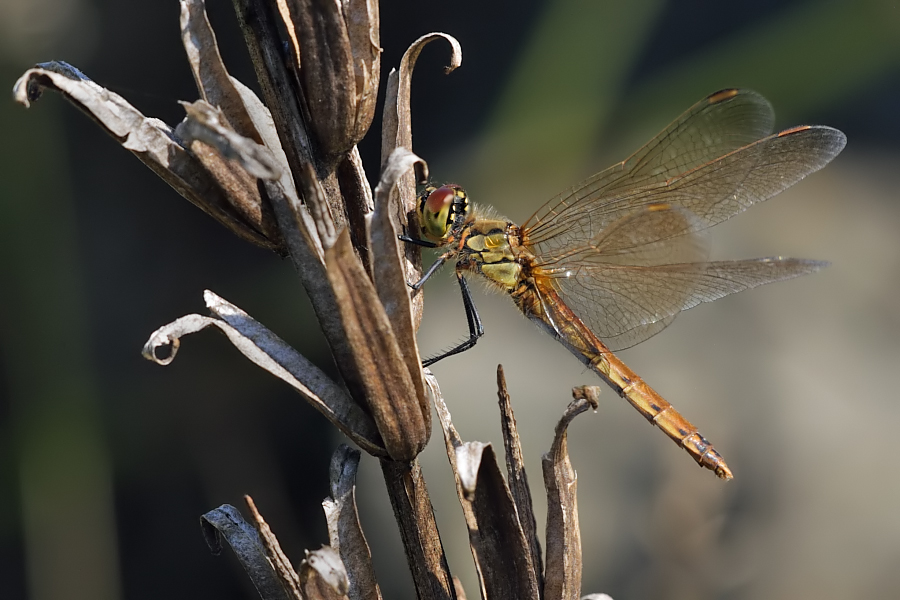
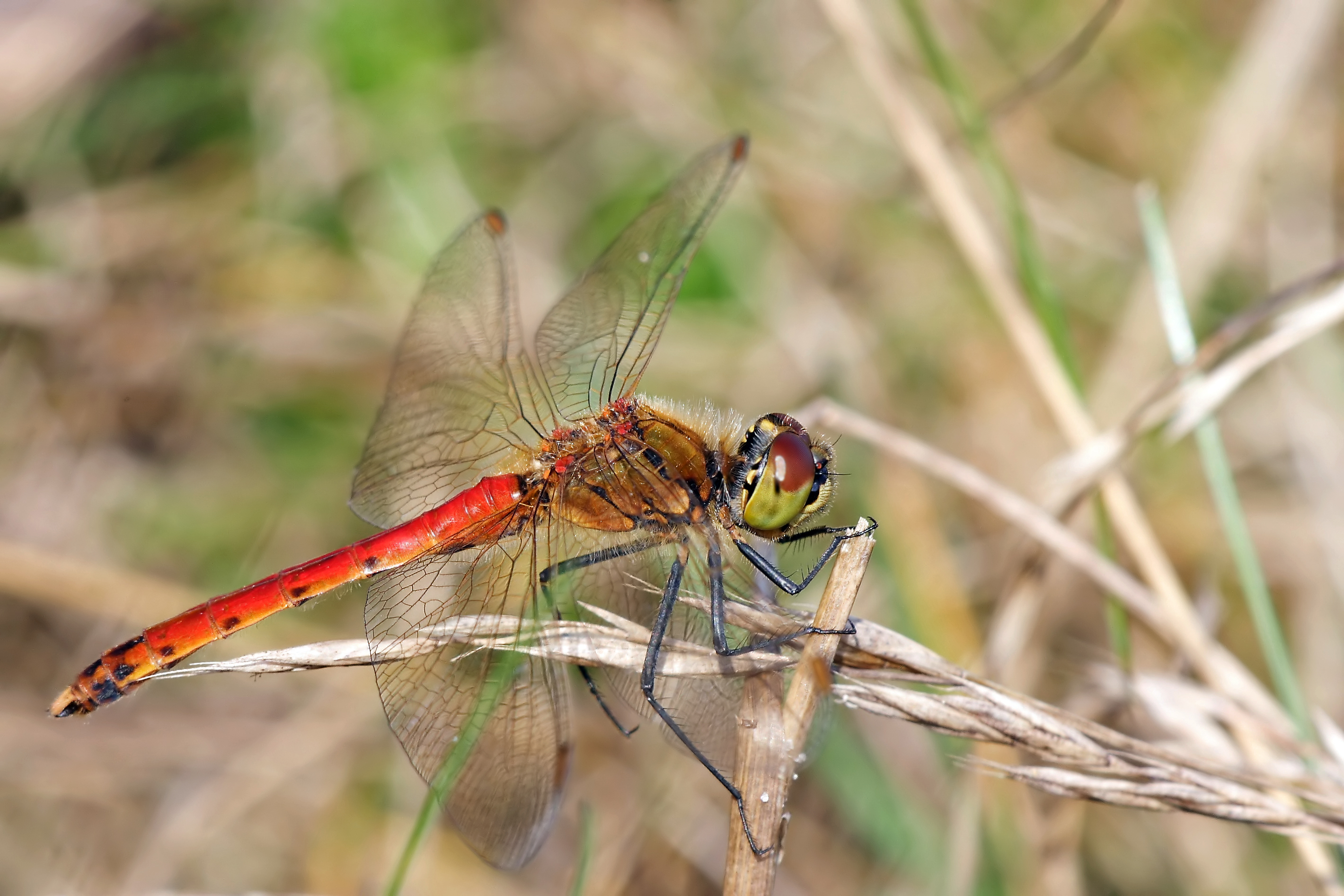
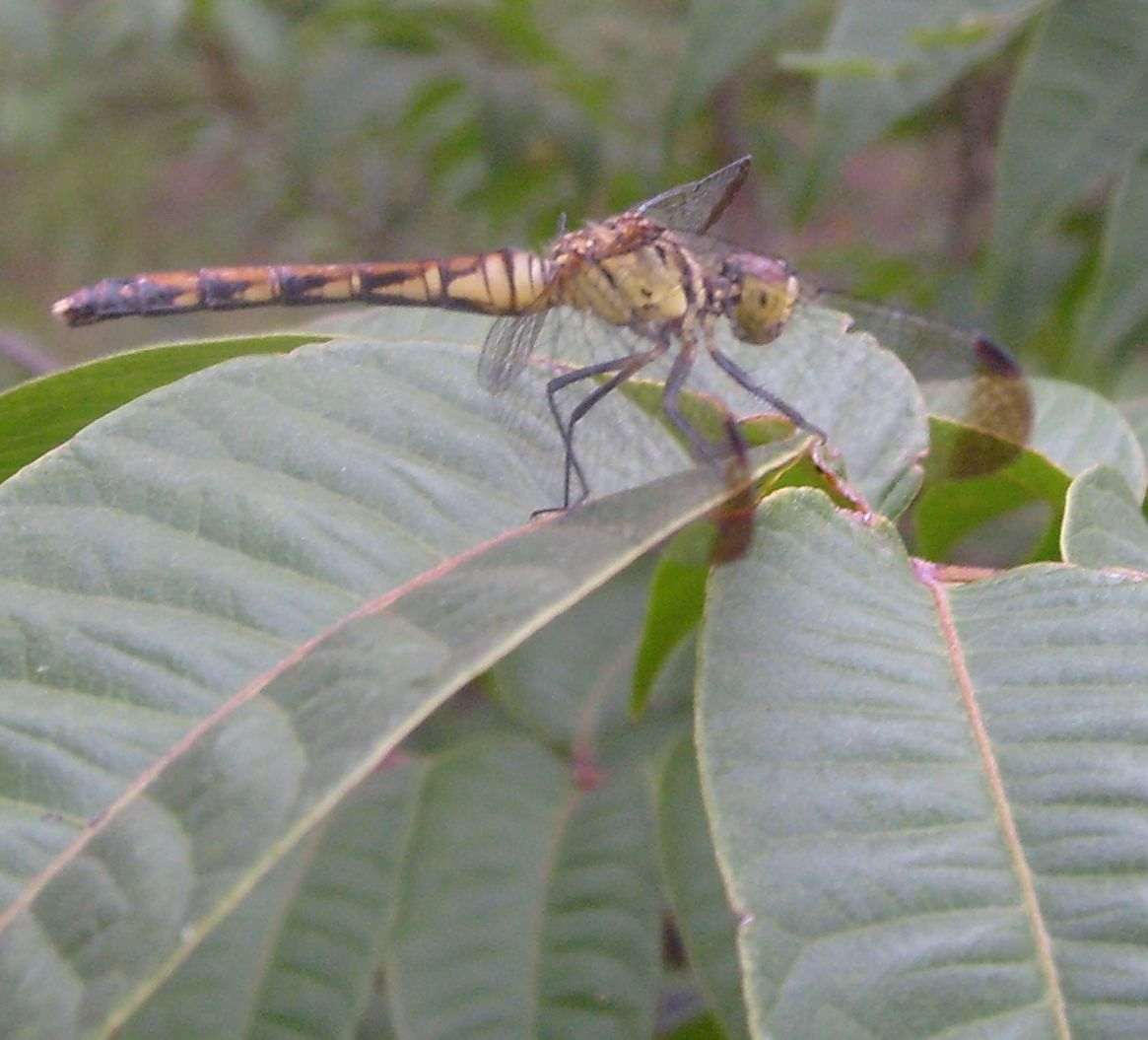